# Кунг-фу панда: Лапите на съдбата
„Кунг-фу панда: Лапите на съдбата“ (на английски: Kung Fu Panda: Paws of Destiny) е американски анимационен сериал, продуциран от „Дриймуъркс Анимейшън Телевижън“ и излъчен премиерно в платформата „Амазон Прайм Видео“ на 16 ноември 2018 г. Втората част на сезона е пусната от 5 юли 2019 г. Той е вторият ТВ сериал на поредицата „Кунг-фу панда“ след „Кунг-фу панда: Легенди за страхотния боец“.

## В България
В България сериалът се излъчва от 22 октомври 2022 г. всяка сутрин от 6:00 ч. по „Би Ти Ви Екшън“. Дублажът е на студио „Ви Ем Ес“. Ролите се озвучават от Светлана Смолева, Василка Сугарева, Стефан Сърчаджиев-Съра, Явор Караиванов и Момчил Степанов. Режисьор на дублажа е Веселина Стоилова.